# Hippolyte Destailleur
Hippolyte Alexandre Gabriel Walter Destailleur (Parigi, 27 settembre 1822 – Parigi, 17 novembre 1893) è stato un architetto e storico dell'arte francese, esponente dell'architettura eclettica.

## Biografia
Architetto di fama internazionale, si occupò, tra le altre cose, del restauro del castello di Courances e di quello di Vaux-le-Vicomte. Egli raccolse un'enorme collezione di disegni architettonici e di ornamenti che rappresentò il suo punto di riferimento artistico nella vita professionale.
La conoscenza approfondita delle opere del passato gli permise di trarre ispirazione per le sue nuove opere; egli era solito anche riutilizzare elementi decorativi di recupero, in particolare lignei, provenienti dalle demolizioni eseguite all'epoca dello sviluppo urbano di Parigi progettato dal Barone Haussmann.

## Opere

### In Francia

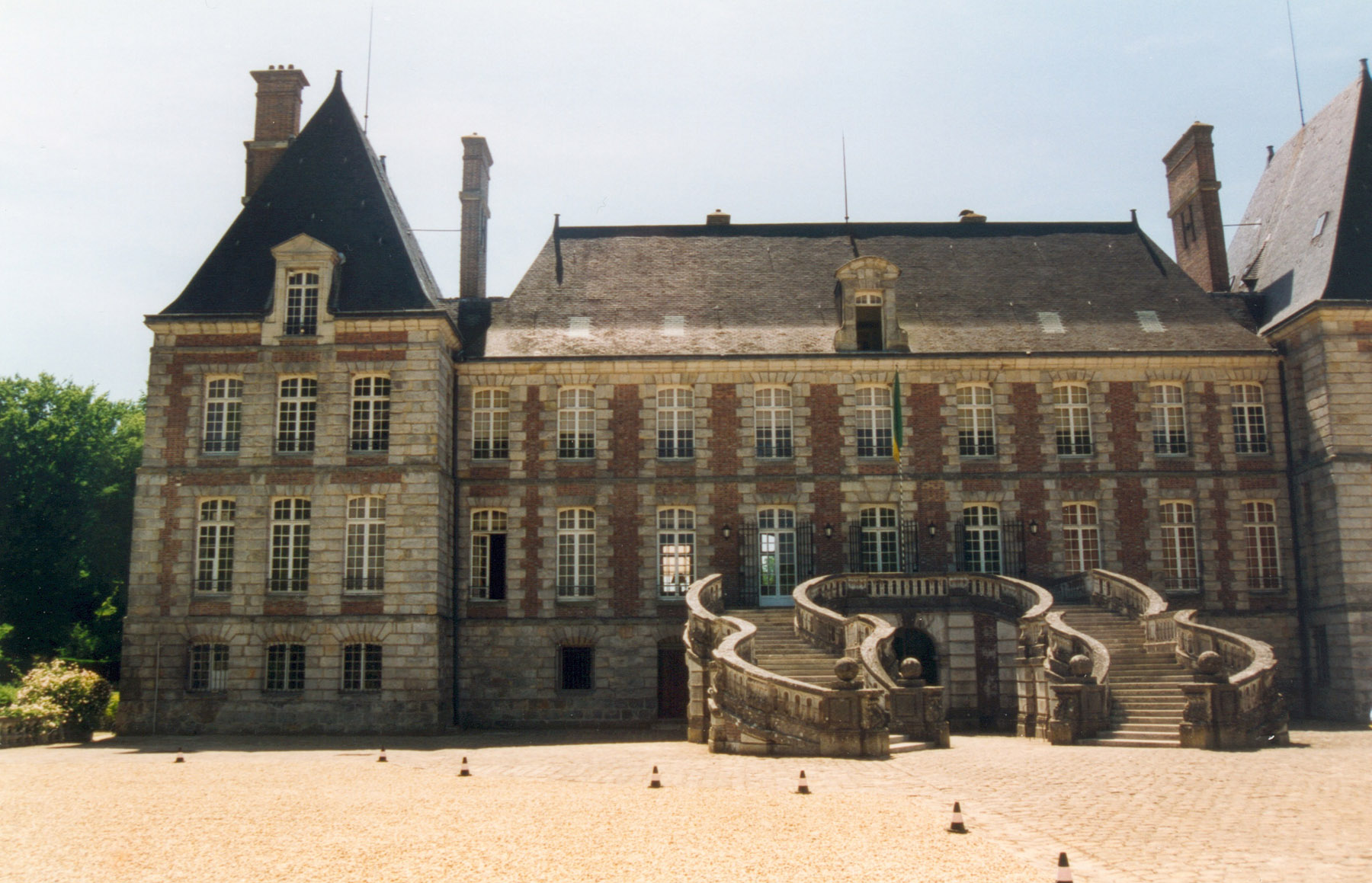
Facciata del castello di Courances

Tra il 1850 e il 1860, insieme all'ornamentista belga Michel Liénard, diresse il restauro del castello di Mouchy-le-Châtel per conto dei Duchi di Noailles.
Nel 1865-66 e nel 1869-70 restaurò l'Hôtel de Pourtalès a Parigi. Dal 1866 al 1867 costruì per la contessa Victoire-Félicie Bailliot un palazzo in avenue Bosquet in stile Luigi XV, costruito parallelamente al viale e collegato ad esso da un vestibolo di vetro, ora non più presente. Nel 1868 progettò per il conte Octave de Béhague, figlio della contessa, un piccolo palazzo in cui utilizzò numerosi elementi decorativi del XVIII secolo.
Negli anni settanta dell'Ottocento lavorò all'Hôtel de Noailles-Mouchy, distrutto nel 1958, in boulevard de Courcelles. Intorno al 1870, trasformò il parco del castello di Courances per il banchiere Samuel de Haber in un parco all'inglese e, dal 1873 al 1884, restaurò il castello in stile neogotico.
Nel 1880 costruì un palazzo in stile Luigi XIV in rue de Bassano per il banchiere Louis Cahen d'Anvers, in cui installò opere lignee eseguite nel 1709 dall'artista Germain Boffrand in stile Rococò per l'Hôtel de Mayenne. Dal 1875 al 1892 restaurò anche il castello di Vaux-le-Vicomte per l'industriale Alfred Sommier. Dal 1875 al 1882 costruì il castello di Franconville a Saint-Martin-du-Tertre su modello del castello di Maisons-Laffitte, progettato da François Mansart nel XVII secolo.
Tra il 1887 e il 1890 progettò per il suo fratellastro, il barone Eugène Roger, il castello di Vouzeron.

### All'estero

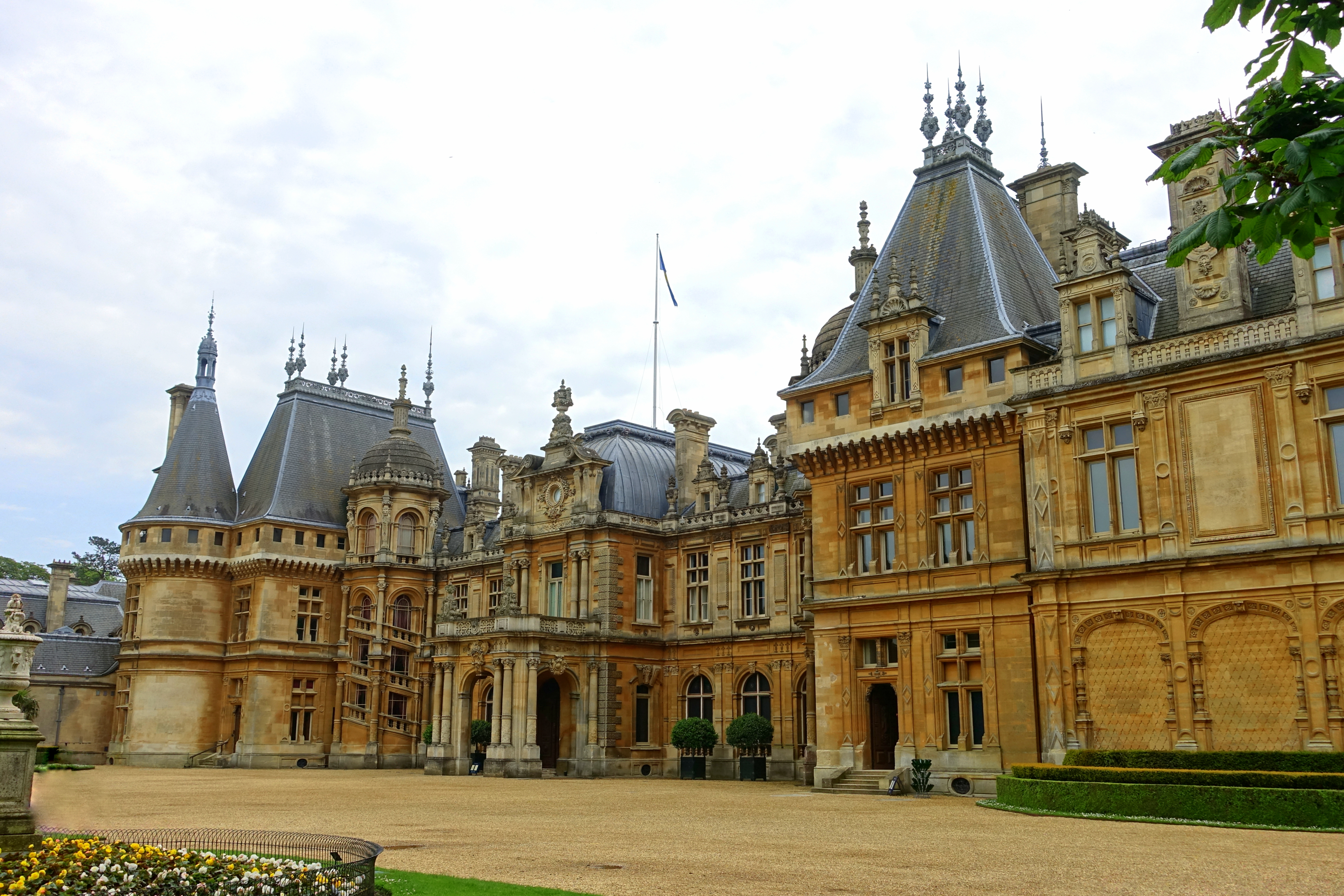
Facciata del Waddesdon Manor

In Inghilterra, su richiesta del barone Ferdinand de Rothschild, realizzò il Waddesdon Manor nel Buckinghamshire ispirandosi ai castelli della Valle della Loira, in particolare quello di Blois, quello di Chambord e quello di Maintenon. La costruzione della residenza inglese lo impegnò per quasi dieci anni e i lavori furono completati da suo figlio Walter-André.
A Vienna progettò un palazzo per Albert Salomon von Rothschild al cui interno riprodusse il famoso scalone degli Ambasciatori di Versailles, mentre a Berlino costruì la villa del Principe di Pless.
Dal momento che era molto vicino alla nobiltà del Secondo Impero, fu chiamato in Inghilterra dall'imperatrice in esilio Eugenia de Montijo che gli affidò la costruzione della cappella funeraria per Napoleone III, suo figlio e per sé stessa a Farnborough; inoltre l'imperatrice gli commissionò e la costruzione di un'abbazia destinata ad accogliere una comunità di monaci francesi, presente ancora oggi, che avrebbe avuto il compito di pregare per loro.

## Eredità
Nel tempo libero egli si dedicò alla collezione di disegni, libri, incisioni e documenti inerenti l'architettura, riuscendo a costituire una grande collezione privata. A causa di frodi in cui era stato coinvolto, nel 1879 fu costretto a vendere la collezione a quella che sarebbe diventata la Kunstbibliothek di Berlino; si mise quindi al lavoro per raccoglierne una seconda, anch'essa venduta alla sua morte dagli eredi per onorare i vari debiti contratti. Tra le opere vendute figurano circa 5000 disegni destinati alla Biblioteca nazionale di Francia.